# Широков, Виктор Павлович
Виктор Павлович Широков (5 ноября 1860 — 29 ноября 1918) — генерал-лейтенант Российской императорской армии; участник русско-японской войны, Первой мировой войны и Гражданской войны в России.

## Биография
Родился 5 ноября 1860 года в Московской губернии в семье коллежского секретаря. В 1877 году окончил Константиновский межевой институт.
26 августа 1877 года вступил на службу в Российскую императорскую армию юнкером рядового звания в 3-е военное Александровское училище, откуда в 1879 году был выпущен в 3-ю батарею 17-й артиллерийской бригады со старшинством с 8 августа 1879 года в чине прапорщика. 18 декабря 1880 года получил старшинство в чине подпоручика. 30 мая 1881 года был переведён в 5-ю батарею. 4 декабря 1883 года получил старшинство в чине поручика.
1 октября 1884 года был зачислен в Николаевскую академию Генерального штаба, но 6 октября 1885 года был отчислен из академии. 1 сентября 1886 года был вновь зачислен в Николаевскую академию Генерального штаба. В 1889 году получил чин штабс-капитана, с формулировкой за отличные успехи в науках и со старшинством с 10 апреля 1889 года. 13 апреля 1889 года после окончания курса наук в Николаевской академии Генерального штаба был причислен к Генеральному штабу и назначен в Московский военный округ. 25 мая 1889 года в звании штабс-капитана был прикомандирован к штабу Гренадерского корпуса. С 12 декабря 1889 года по 20 августа 1894 года был старшим адъютантом штаба 3-й гренадерской дивизии. 27 апреля 1891 года получил старшинство в чине капитана. C 16 октября 1892 года отбывал цензовое командование ротой, в течение года, в 12-м гренадерском Астраханском полку.
С 20 августа 1894 года по 7 августа 1898 года состоял при Тверском кавалерийском училище, где был преподавателем военных наук. 6 декабря 1895 года получил старшинство в чине подполковника. С 9 июля 1898 года по 4 декабря 1899 года был штаб-офицером для особых поручений при командующем войсками Казанского военного округа. С 4 декабря 1899 года по 22 февраля 1900 года был старшим адъютантом штаба Казанского военного округа. В 1899 году получил чин полковника, с формулировкой «за отличие» и со старшинством с 6 декабря того же года. С 22 февраля 1900 года по 1 января 1902 года был исправляющим должность начальника штаба 1-й Донской казачьей дивизии, а 1 января 1902 года был утверждён в этой должности и занимал её до 1 июля 1904 года. С 11 апреля по 11 августа 1901 года отбывал цензовое командование батальоном в 68-м лейб-пехотном Бородинском полку.
С 1 июня 1906 года по 15 июля 1906 года был командиром 281-го пехотного Дрисского полка, в этой должности принимал участие в русско-японской войне. После окончания войны, 2 июня 1906 года 281-й пехотный Дрисский полк был расформирован, а полковник Широков прикомандирован к Казанскому военному округу. С 15 июля 1906 года по 6 декабря 1907 года был командиром 97-го пехотного Лифляндского полка. В период с 1906 года по 1907 год несколько раз занимал должность временно командующего 1-й бригадой 25-й пехотной дивизии. В 1907 году был произведён в генерал-майоры, с формулировкой «за отличие» и со старшинством с 6 декабря того же года. С 6 декабря 1907 года по 22 октября 1914 года занимал должность начальника штаба 16-го армейского корпуса.
22 октября 1914 года назначен командующим 41-й пехотной дивизией. 28 мая 1915 года на основании статута Военного ордена Святого Георгия был произведён в генерал-лейтенанты, со старшинством с 13 октября 1914 года и с утверждением в должности начальника 41-й пехотной дивизии. Активно действовал на Висле в июле 1915 г. С 24 октября 1915 года по 2 апреля 1917 года был командиром 21-го армейского корпуса. 2 апреля 1917 года был отчислен в резерв чинов при штабе Петроградского военного округа, а 11 октября того же года был переведён в резерв чинов при штабе Казанского военного округа. 14 ноября 1917 года был назначен командиром 33-го армейского корпуса.
После Октябрьской революции поступил на службу в Красную армию. Был назначен Михаилом Бонч-Бруевичем на должность военного руководителя Орловского военного округа. В соответствии с приказом ВГШ по личному составу от 1.12.1918 №10 исключен "из списков умерший руководитель Орловского военно-окружного комиссариата, генерального штаба Виктор Павлович Широков, с 29 ноября 1918 года".

## Награды
Был награждён следующими наградами:
- Орден Святого Георгия 4-й степени (17 апреля 1915);
- Золотое оружие «За храбрость» (3 ноября 1906)[6];
- Орден Святого Владимира 2-й степени с мечами (15 января 1915);
- Орден Святого Владимира 3-й степени с мечами (23 ноября 1905);
- Орден Святого Владимира 4-й степени с мечами и бантом (26 декабря 1904);
- Орден Святой Анны 1-й степени (6 декабря 1913); мечи к ордену (4 октября 1915);
- Орден Святой Анны 2-й степени с мечами (8 января 1905);
- Орден Святой Анны 3-й степени (31 января 1896)
- Орден Святого Станислава 1-й степени (6 декабря 1910); мечи к ордену (22 октября 1915);
- Орден Святого Станислава 2-й степени (6 мая 1903);
- Орден Святого Станислава 3-й степени (15 июля 1893).